# Чемпіонат Океанії з легкої атлетики 2024
Чемпіонат Океанії з легкої атлетики 2024 був проведений 1-7 червня в Суві на стадіоні «HFC Bank Stadium».

## Призери

### Чоловіки
| Дисципліни                | Золото                                                                | Золото      | Срібло                                                                | Срібло     | Бронза                                                                        | Бронза      |
| ------------------------- | --------------------------------------------------------------------- | ----------- | --------------------------------------------------------------------- | ---------- | ----------------------------------------------------------------------------- | ----------- |
| 100 метрів                | Джошуа Адзопарді Австралія                                            | 10,33       | Себастьян Султана Австралія                                           | 10,35      | Роан Браунінг Австралія                                                       | 10,40       |
| 200 метрів                | Калаб Лоу Австралія                                                   | 20,74       | Ейден Мерфі Австралія                                                 | 21,11      | Товетуна Туна Папуа Нова Гвінея                                               | 21,63       |
| 400 метрів                | Люк ван Ратінген Австралія                                            | 45,84 CR    | Купер Шерман Австралія                                                | 45,97      | Алекс Бек Австралія                                                           | 46,41       |
| 800 метрів                | Пейтон Крейг Австралія                                                | 1.46,33 CR  | Люк Бойс Австралія                                                    | 1.46,39    | Джек Ланн Австралія                                                           | 1.49,31     |
| 1500 метрів               | Расселл Грін Нова Зеландія                                            | 3.58,02     | Джеймі Мора Нова Зеландія                                             | 3.58,20    | Девід Лі Нова Зеландія                                                        | 3.58,31     |
| 5000 метрів               | Девід Мак-Ніл Австралія                                               | 14.02,23    | Гафту Стрінцос Австралія                                              | 14.08,03   | Метью Тейлор Нова Зеландія                                                    | 14.15,06 SB |
| 10000 метрів              | Гафту Стрінцос Австралія                                              | 29.17,97 CR | Андре Верінг Австралія                                                | 29.55,31   | Джошуа Філліпс Австралія                                                      | 30.06,56 SB |
| 110 метрів з бар'єрами    | Тайлеб Вілліс Австралія                                               | 13,56 PB    | Крістофер Даглас Австралія                                            | 13,69      | Джейкоб Маккоррі Австралія                                                    | 13,91       |
| 400 метрів з бар'єрами    | Ангус Праудфут Австралія                                              | 50,64 CR    | Конор Фрай Австралія                                                  | 51,01      | Томас Гант Австралія                                                          | 51,47       |
| 3000 метрів з перешкодами | Метью Кларк Австралія                                                 | 8.31,00 CR  | Бен Бакінгем Австралія                                                | 8.44,11    | Едвард Тріппас Австралія                                                      | 8.53,46     |
| 4×100 метрів              | Папуа Нова ГвінеяАльфонс Ігіш Еммануель Аніс Товетуна Туна Раїс Візіл | 41,31 SB    | ФіджіВайзеле Іноке Вайзаке Тева Самуела Райлоа Джонакані Корої        | 42,03 SB   | СамоаМайка Фред Педро Джонні Кі Лівінгстоунрік Саваїнеа Фалатунатуна Соломона | 42,97 SB    |
| 4×400 метрів              | ФіджіСамуела Райлоа Вайзаке Тева Ілісавані Радову Джонакані Корої     | 3.19,74 SB  | ВануатуРізон Лео Рара Обедія Тімбакі Маколей Джон Сондерс Тохо Джосуа | 3.29,83 SB | не вручалась                                                                  |             |
| Ходьба 5000 метрів        | Лукас Мартін Нова Зеландія                                            | 25.13,83 SB | не вручалась                                                          |            | не вручалась                                                                  |             |
| Ходьба 10000 метрів       | Джек Мак-Гінніскін Австралія                                          | 47.38,10    | Лукас Мартін Нова Зеландія                                            | 52.08,14   | не вручалась                                                                  |             |
| Стрибки у висоту          | Юал Ріт Австралія                                                     | 2,28        | Роман Анастасіос Австралія                                            | 2,25 PB    | Джоел Бейден Австралія                                                        | 2,25        |
| Стрибки з жердиною        | Далтон ді Медіо Австралія                                             | 5,25        | Айден Прінсіна-Вайт Австралія                                         | 5,25 PB    | Трістон Вінсент Австралія                                                     | 4,85        |
| Стрибки у довжину         | Ліам Адкок Австралія                                                  | 8,05 CR     | Генрі Фрейн Австралія                                                 | 7,82w      | Льюїс Артур Нова Зеландія                                                     | 7,29        |
| Потрійний стрибок         | Айден Гінсон Австралія                                                | 16,32 CR    | Велр Олів'є Нова Зеландія                                             | 16,17w     | Коннор Мерфі Австралія                                                        | 16,08       |
| Штовхання ядра            | Нік Палмер Нова Зеландія                                              | 19,98       | Айден Гарві Австралія                                                 | 18,29      | Ліам Нгчок-Вульф Нова Зеландія                                                | 16,81       |
| Метання диска             | Дарсі Міллер Австралія                                                | 52,27       | Елайджа Пойла Острови Кука                                            | 44,47 PB   | Джонатан Детагеува Науру                                                      | 42,90 NR    |
| Метання молота            | Ентоні Нобіло Нова Зеландія                                           | 65,18       | Тімоті Гейс Австралія                                                 | 64,32      | Бенджамін Робертс Австралія                                                   | 62,69       |
| Метання списа             | Неш Ловіс Австралія                                                   | 79,67 CR    | Камерон Мак-Інтайр Австралія                                          | 76,52      | Круз Хоган Австралія                                                          | 70,90       |
| Десятиборство             | Ешлі Молоні Австралія                                                 | 8182 CR     | Денієл Голубович Австралія                                            | 8002       | Ангус Лайвер Нова Зеландія                                                    | 6922        |

### Жінки
| Дисципліни                | Золото                                                                   | Золото      | Срібло                                                                            | Срібло     | Бронза                                                             | Бронза   |
| ------------------------- | ------------------------------------------------------------------------ | ----------- | --------------------------------------------------------------------------------- | ---------- | ------------------------------------------------------------------ | -------- |
| 100 метрів                | Елла Конноллі Австралія                                                  | 11,41       | Ебоні Лейн Австралія                                                              | 11,53      | Леоні Беу Папуа Нова Гвінея                                        | 11,85    |
| 200 метрів                | Торрі Льюїс Австралія                                                    | 23,14 CR    | Мія Гросс Австралія                                                               | 23,51      | Райлі Дей Австралія                                                | 23,63    |
| 400 метрів                | Еллі Бієр Австралія                                                      | 51,91 CR    | Мікеала Селайдінакос Австралія                                                    | 53,11      | Амелія Роу Австралія                                               | 55,18    |
| 800 метрів                | Елісон Ендрюс-Пол Нова Зеландія                                          | 2.03,94     | Карлі Томас Австралія                                                             | 2.04,91 SB | Стелла Пієрлесс Нова Зеландія                                      | 2.06,96  |
| 1500 метрів               | Лора Нейгел Нова Зеландія                                                | 4.22,10     | Ребека Грін Нова Зеландія                                                         | 4.24,40    | Бо Рітчі Нова Зеландія                                             | 4.25,69  |
| 5000 метрів               | Дженні Бланделл Австралія                                                | 15.26,29 CR | Голлі Кемпбелл Австралія                                                          | 15.31,88   | Моді Скайрінг Австралія                                            | 15.49,39 |
| 100 метрів з бар'єрами    | Ліз Клей Австралія                                                       | 12,99 CR    | Челесте Муччі Австралія                                                           | 13,07      | Данієль Шоу Австралія                                              | 13,30    |
| 400 метрів з бар'єрами    | Сара Карлі Австралія                                                     | 56,52       | Марлі Вілкінсон Австралія                                                         | 57,94      | Ізабелла Гатрі Австралія                                           | 58,18    |
| 3000 метрів з перешкодами | Емі Кешін Австралія                                                      | 9.41,54 CR  | Кара Фієн-Раян Австралія                                                          | 9.48,45    | Стелла Редфорд Австралія                                           | 10.05,51 |
| 4×100 метрів              | Нова ЗеландіяАмелі Фейрклаф Брук Сомерфілд Джорджія Галлс Маріель Веніда | 46,07 SB    | ФіджіОка Дія Насулунібава Кесая Болетаканадавау Меланія Турага Серейма Расовасова | 48,67 SB   | Папуа Нова ГвінеяДжой Тіба Една Боафоб Джанік Мілі Денлайн Сілівен | 48,94 SB |
| 4×400 метрів              | Папуа Нова ГвінеяРейлайн Канам Патрісія Куку Джой Тіба Денлайн Сілівен   | 4.01,91 SB  | ВануатуЛісбет Калопонг Клоді Девід Лайза Малрес Хлої Девід                        | 4.16,99 SB | не вручалась                                                       |          |
| Ходьба 10000 метрів       | Тайла Біллінгтон Австралія                                               | 50.03,75    | Челсі Робертс Австралія                                                           | 52.54,04   | Бріджет Белл Австралія                                             | 53.57,23 |
| Стрибки у висоту          | Кілі О'Хейган Нова Зеландія                                              | 1,86 CR     | Імоген Скелтон Нова Зеландія                                                      | 1,83       | Александра Гаррісон АвстраліяТобі Столберг Австралія               | 1,79     |
| Стрибки з жердиною        | Елішія Кеншоул Австралія                                                 | 3,80        | Джорджія Тейлер Австралія                                                         | 3,80       | Джулієн Сосімо Соломонові Острови                                  | 1,85 SB  |
| Стрибки у довжину         | Саманта Дейл Австралія                                                   | 6,47w       | Елізабет Геддінг Австралія                                                        | 6,41       | Томіша Кларк Австралія                                             | 6,36     |
| Потрійний стрибок         | Деслей Овусу Австралія                                                   | 13,45       | Кайла К'юба Австралія                                                             | 13,10      | Тіана Борас Австралія                                              | 12,89w   |
| Штовхання ядра            | Атамаама Туутафайва Тонга                                                | 16,24 SB    | Емма Берг Австралія                                                               | 15,94      | Наталія Ренкін-Читар Нова Зеландія                                 | 15,66    |
| Метання диска             | Тарін Голлшевські Австралія                                              | 60,96 CR    | Татьяна Каумоана Нова Зеландія                                                    | 57,59 PB   | Аніка Гослінг Австралія                                            | 51,83 PB |
| Метання молота            | Лорен Брюс Нова Зеландія                                                 | 69,99       | Алія Канепа Австралія                                                             | 55,58 PB   | Дебора Булаї Фіджі                                                 | 55,01 SB |
| Метання списа             | Маккензі Літтл Австралія                                                 | 61,09       | Шерон Тоако Папуа Нова Гвінея                                                     | 47,88 SB   | Айована Кавекаї Фіджі                                              | 35,15 PB |
| Семиборство               | Камрін Ньютон-Сміт Австралія                                             | 6070 CR     | Торі Вест Австралія                                                               | 5951       | Емелія Серч Австралія                                              | 5614 PB  |

### Змішана дисципліна
| Дисципліни   | Золото                                                                    | Золото     | Срібло                                                             | Срібло     | Бронза                                                            | Бронза     |
| ------------ | ------------------------------------------------------------------------- | ---------- | ------------------------------------------------------------------ | ---------- | ----------------------------------------------------------------- | ---------- |
| 4×400 метрів | Нова ЗеландіяАнгус Лайвер Амелі Фейрклаф Лекс Ревелл-Льюїс Мадлен Водделл | 3.26,12 NR | Папуа Нова ГвінеяБенджамін Альєль Леоні Б'ю Денієл Бол Ізіла Апкап | 3.28,48 NR | ФіджіВайсаке Тева Меланія Турага Джонакані Корої Гледнесс Сімпсон | 3.37,83 NR |

## Медальний залік
| Місце                | Країна               | Золото | Срібло | Бронза | Загалом |
| -------------------- | -------------------- | ------ | ------ | ------ | ------- |
| 1                    | Австралія            | 31     | 31     | 25     | 87      |
| 2                    | Нова Зеландія        | 10     | 6      | 8      | 24      |
| 3                    | Папуа Нова Гвінея    | 2      | 2      | 3      | 7       |
| 4                    | Фіджі                | 1      | 2      | 3      | 6       |
| 5                    | Тонга                | 1      | 0      | 0      | 1       |
| 6                    | Вануату              | 0      | 2      | 0      | 2       |
| 7                    | Острови Кука         | 0      | 1      | 0      | 1       |
| 8                    | Самоа                | 0      | 0      | 1      | 1       |
| 8                    | Соломонові Острови   | 0      | 0      | 1      | 1       |
| 8                    | Науру                | 0      | 0      | 1      | 1       |
| Загалом (10 збірних) | Загалом (10 збірних) | 45     | 44     | 42     | 131     |